# Coppa delle Regioni UEFA 2005
La Coppa delle Regioni UEFA 2005 fu la quarta edizione della competizione riservata alle rappresentative amatoriali delle regioni europee. La fase finale venne giocata in Polonia, dal 3 al 9 luglio 2005 e fu vinta dai Paesi Baschi, regione della Spagna, che in finale batté la regione bulgara Sud-Ovest Sofia 1-0.

## Selezioni qualificate per la fase finale
Girone A
- Brno
- Piccola Polonia
- Sud-Ovest Sofia
- Regione di Žilina

Girone B
- Paesi Baschi
- Kachovka
- Irlanda
- Distretto di Brașov

## Fase a gironi

### Girone A
| Squadra           | P.ti | G | V | P | S | GF | GS | DR  |
| ----------------- | ---- | - | - | - | - | -- | -- | --- |
| Sud-Ovest Sofia   | 7    | 3 | 2 | 1 | 0 | 9  | 3  | +6  |
| Regione di Žilina | 5    | 3 | 1 | 2 | 0 | 9  | 3  | +6  |
| Piccola Polonia   | 4    | 3 | 1 | 1 | 1 | 4  | 6  | −2  |
| Brno              | 0    | 3 | 0 | 0 | 3 | 2  | 12 | −10 |

| Zabierzow 3 luglio 2005 | Sud-Ovest Sofia | 3 – 1 | Brno |  |

| Brzesko 3 luglio 2005 | Piccola Polonia | 1 – 1 | Regione di Žilina |  |

| Proszowice 5 luglio 2005 | Regione di Žilina | 6 – 0 | Brno |  |

| Libiaz 5 luglio 2005 | Piccola Polonia | 0 – 4 | Sud-Ovest Sofia |  |

| Wolbrom 7 luglio 2005 | Regione di Žilina | 2 – 2 | Sud-Ovest Sofia |  |

| Zabierzow 7 luglio 2005 | Brno | 1 – 3 | Piccola Polonia |  |

### Girone B
| Squadra      | P.ti | G | V | P | S | GF | GS | DR |
| ------------ | ---- | - | - | - | - | -- | -- | -- |
| Paesi Baschi | 6    | 3 | 2 | 0 | 1 | 7  | 5  | +2 |
| Kachovka     | 6    | 3 | 2 | 0 | 1 | 8  | 7  | +1 |
| Irlanda      | 4    | 3 | 1 | 1 | 1 | 6  | 6  | 0  |
| Brașov       | 1    | 3 | 0 | 1 | 2 | 3  | 6  | −3 |

| Wolbrom 3 luglio 2005 | Paesi Baschi | 4 – 1 | Kachovka |  |

| Proszowice 3 luglio 2005 | Brașov | 1 – 1 | Irlanda |  |

| Brzesko 5 luglio 2005 | Irlanda | 2 – 4 | Kachovka |  |

| Wolbrom 5 luglio 2005 | Brașov | 1 – 2 | Paesi Baschi |  |

| Brzesko 7 luglio 2005 | Irlanda | 3 – 1 | Paesi Baschi |  |

| Libiaz 7 luglio 2005 | Kachovka | 3 – 1 | Brașov |  |

## Finale
| Arbitro: | Novo Panić |

|  |           |            |
|  | Marcatori | 33’ Arroyo |